# Mesomima pulchra
Mesomima pulchra är en fjärilsart som beskrevs av Embrik Strand 1911. Mesomima pulchra ingår i släktet Mesomima och familjen mätare. Inga underarter finns listade i Catalogue of Life.